# Доротея Беннетт
Доротея Беннетт (англ. Dorothea Bennett, народилася  27 грудня 1929, Гонолулу, Гаваї — померла 16 серпня 1990, Х’юстон, Техас) — визначна генетикиня, відома дослідженнями розвитку у ссавців, структури поверхні сперматозоїдів та їх ролі у заплідненні й сперматогенезі. Вона була «однією з головних постатей у генетиці розвитку мишей».

## Біографія
Народилася на острові Оаху, Гаваї.  1951 року здобула ступінь бакалавра у Барнард-коледжі (Нью-Йорк), а  1956 року — докторський ступінь в Колумбійському університеті
З 1956 до 1962 року працювала на кафедрі зоології Колумбійського університету, співпрацюючи з Л. К. Данном та запрошеною дослідницею Енн Честер Чандлі.  1962 року вона перейшла до Медичного коледжу Корнелльского університету, де працювала до 1976 року. Наступні десять років (1976–1986) вона працювала в Інституті дослідження раку Слоуна-Кеттерінга.
1986 року Беннетт прибула до Техаського університету в Остіні, де стала професоркою, присвяченою сторіччю Альфреда В. Рорка, очолила кафедру зоології та допомогла заснувати магістерську програму з молекулярної біології.
Померла від лімфоми в Х’юстоні (Техас) 16 серпня 1990 року

## Особливий внесок
Беннетт зробила значний внесок у розуміння T/t комплексу мишей — мутацій, які впливають на стан хвоста, ембріональний розвиток та репродуктивну здатність. Її дослідження фаготипування дозволили ідентифікувати різні штами та їхню поширеність в реальних популяціях я посилання на джерела.
Вона була наставницею та лідером у лабораторії розвитку у Sloan-Kettering Institute — про це згадує Джон Сілвер у передмові до підручника — студентам було наказано працювати в «mouse room» два ранки на тиждень, щоб відчути організм миші як модель.
Беннетт також працювала з іншими генетиками, зокрема, Карен Арцт, Мартою Шпігельман, Джеральдом Дугером                — про спільну роботу можна прочитати в численних публікаціях і спів авторствах.

## Відомі публікації
- «Т-локус миші», Cell (1975)
- «Серологічна демонстрація H–Y (чоловічого) антигену на спермі миші», Еллен Х. Голдберг, Едвард А. Бойз, Доротея Беннетт, Маргріт Шайд та Елізабет А. Карсвелл. т. 232, стор. 478–480 (13 серпня 1971 р.). до:10.1038/232478a0
- «Аналіз розвитку мутації з плейотропними ефектами у миші», Journal of Morphology (1956)
- «Картування генів у межах T/t комплексу миші. II. Аномальне положення H-2 комплексу в t гаплотипах», К. Арцт, Г.С. Шін, Д. Беннетт, Cell (1982)
- «Аналогії між ембріональними (T/t) антигенами та антигенами основної гістосумісності (H-2) дорослих», К. Арцт, Д. Беннетт, Nature (1975)
- «Основний білок клітин яєчок, що специфікується геном комплексу T/t миші», Л. М. Сільвер, К. Арцт, Д. Беннетт, Cell (2006)
- Актуальні теми в біології розвитку, т. 18: Функції геному, взаємодія клітин та диференціація (Academic Press: 28 лютого 1983 р.)

## Нагороди
- почесний доктор медичного факультету Уппсальського університету, Швеція (1981). [7]

## Вшанування пам'яті
- «Доротея Беннетт, 60 років, генетик і вчителька» (некролог), The New York Times, 18 серпня 1990 року.
- «Пам’яті: Доротея Беннетт», Техаський університет (1990)
- Карен Арцт, «Пам’яті Доротеї Беннетт 1929–1990», Імуногенетика, т. 33, № 1 (1991), с. 1–3. DOI 10.1007/BF00211688
- Теодосій Добжанський, Леслі Кларенс Данн, 1893-1974: Біографічний мемуар (Національна академія наук, 1978) (важливе обговорення співпраці Л. К. Данн та Доротеї Беннетт)
- Лі М. Сільвер, «Пам’яті: Доротея Беннетт, 1929–1990», Геном ссавців, т. 1, № 2 (1991), с. 69–70. DOI 10.1007/BF02443780
- «Некрологи», журнал «Вчений», 17 вересня 1990 р.
- Мерилін Огілві та Джой Гарві, Біографічний словник жінок у науці